# Un giovane americano
Un giovane americano è un romanzo parzialmente biografico scritto da Edmund White nei primi anni ottanta del XX secolo; fa parte di una trilogia di cui costituisce la prima parte. La storia descrive un ragazzo durante l'adolescenza, descrivendo l'esperienza vissuta di giovane uomo omosessuale durante gli anni cinquanta negli Stati Uniti d'America, più precisamente nel New Jersey.
La trilogia dell'autore continuerà nel 1988 con E la bella stanza è vuota per concludersi nel 1997 con La sinfonia dell'addio: anche se tutti e tre i libri condividono un certo numero di temi e son spesso considerati almeno in parte auto biografici, non raccontano la vita del protagonista in maniera perfettamente consequenziale, rimanendo così indipendenti narrativamente l'uno dall'altro. Nel 2000, infine, con L'uomo sposato, White conclude le avventure riguardanti la propria vita.
È stato rilevato dalla critica che il libro combina elementi di Il giovane Holden mescolati ad altri vicini al De Profundis di Oscar Wilde.

## Trama
La storia inizia quando il narratore in prima persona (di cui non si saprà mai il nome) ripensa alla sua difficile infanzia trascorsa in una piccola cittadina della costa est degli Stati Uniti, con un senso di tenerezza e struggente nostalgia.
Egli è un ragazzo quindicenne timido, impacciato e anche decisamente effeminato; i genitori sono divorziati ed è costretto a sopportare le continue prese in giro e lo scherno spietato sia dei compagni di classe che della sorella più grande. Cerca pertanto di conservare la stima di se stesso immergendosi nel mondo della letteratura e dell'arte, oltre che nelle proprie più recondite fantasie amorose.
Tutto questo continua fino a quando non sperimenta per la prima volta il lato più fisico della sessualità innamorandosi di un amichetto dodicenne, Kewin: anche se quest'ultimo è il più giovane, prende subito in mano le redini del comando ed "inizia" l'altro all'attività sessuale vera e propria, riuscendo ad intrufolarsi una notte dentro al suo letto.
Sentendosi differente dagli altri, il ragazzo cerca ad un certo punto anche di avvicinarsi alle ragazze, ma senza alcun esito apprezzabile, tanto che i genitori pensano di portarlo a far vedere da uno psicologo. Intanto, mentre Kewin rimane sempre abbastanza distaccato e non si avventura mai in un ambito eminentemente sentimentale, dimenticando tutto del loro presunto rapporto ogni volta che hanno finito di "fare l'amore", il narratore diventa invece sempre più legato nei propri sentimenti profondi: ciò mantiene la situazione totalmente unilaterale a svantaggio dell'io narrante.
Nel corso del libro s'introduce anche il desiderio, da parte del quindicenne, d'aver un rapporto anale: gl'incontri tra i due giovani, diventando col tempo sempre più frequenti, rimangono conservati nell'intimo ricordo del protagonista, che se li porterà appresso lungo tutto il corso della propria esistenza futura, e cominciando tra l'altro così anche ad avere un'autentica presa di coscienza nei confronti della propria omosessualità.